# Kalisz (stacja kolejowa)

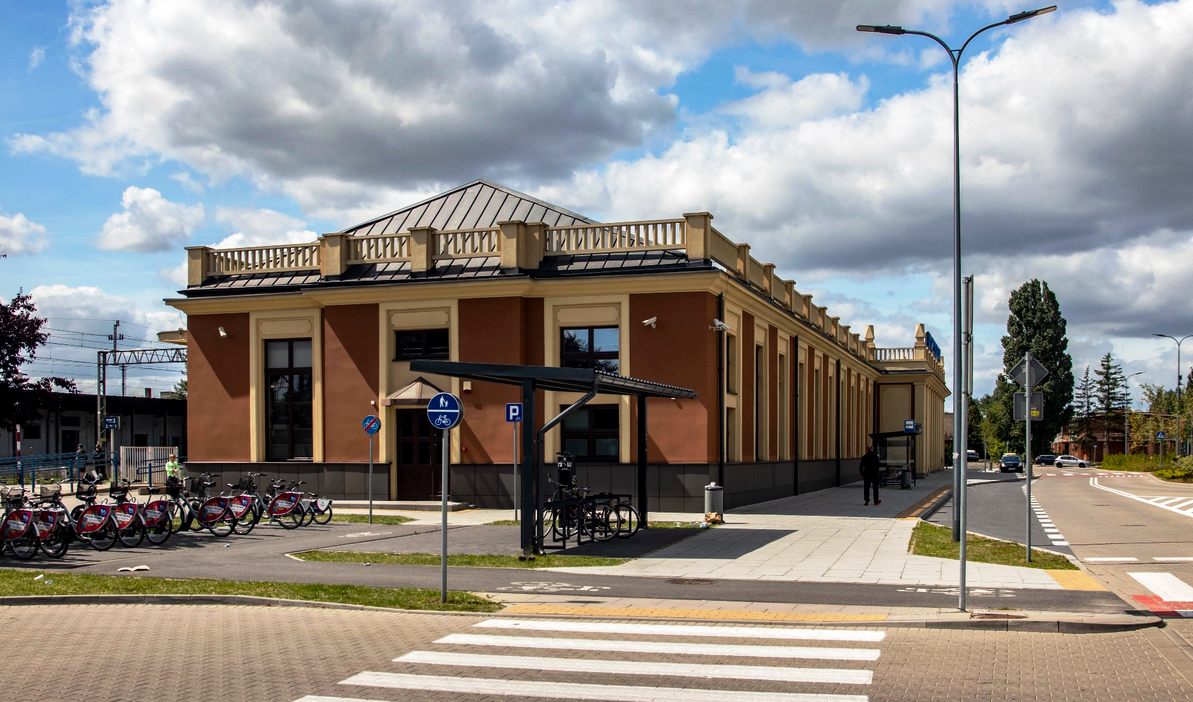
Widok dworca od strony ul. Dworcowej.

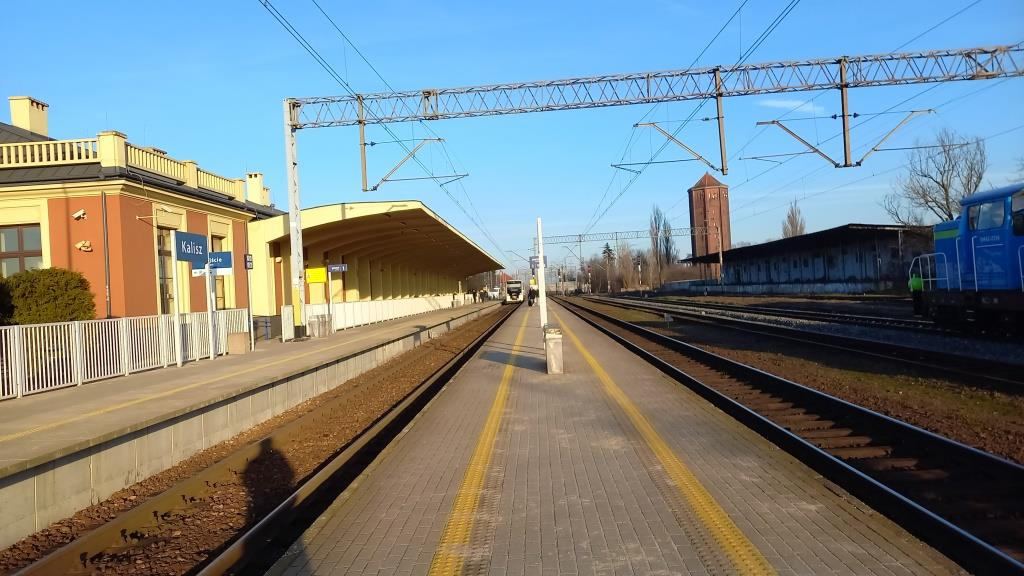
Dworzec od strony peronów (widok w kierunku Sieradza).

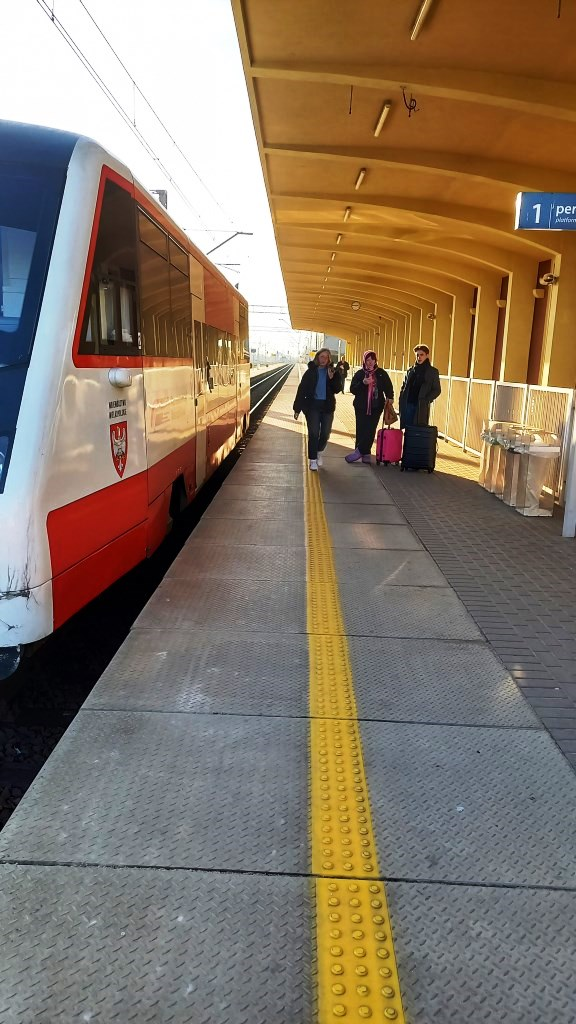
Dworzec od strony peronu 1 (widok w kierunku Ostrowa Wlkp.).

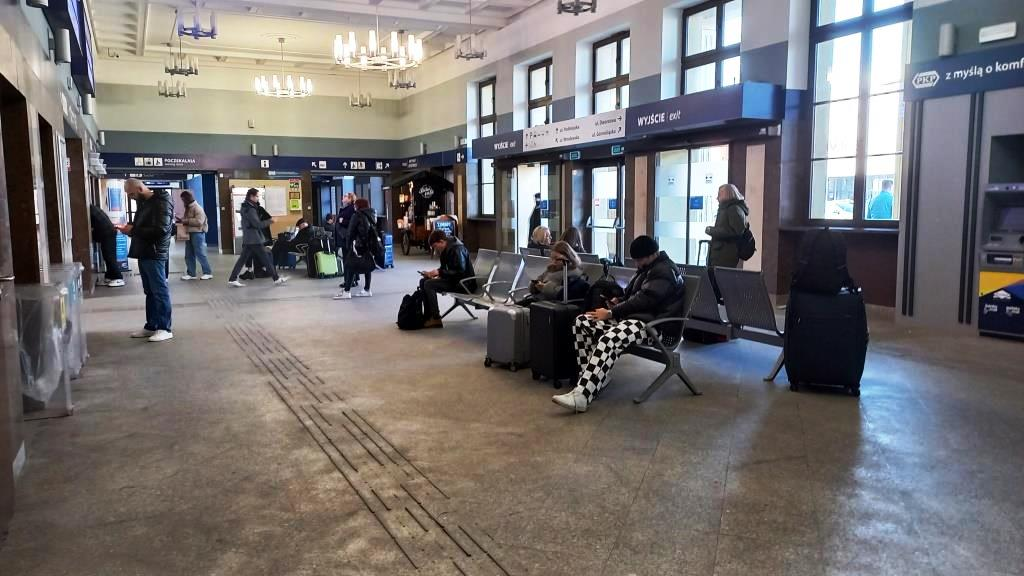
Hol główny dworca (wejście główne).

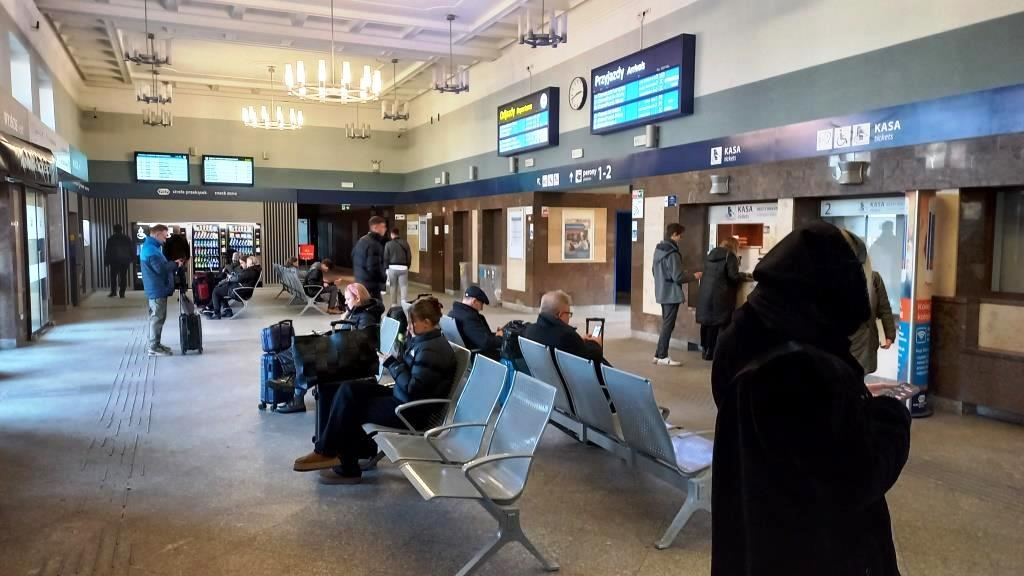
Hol główny (kasy biletowe i wyjście na perony).

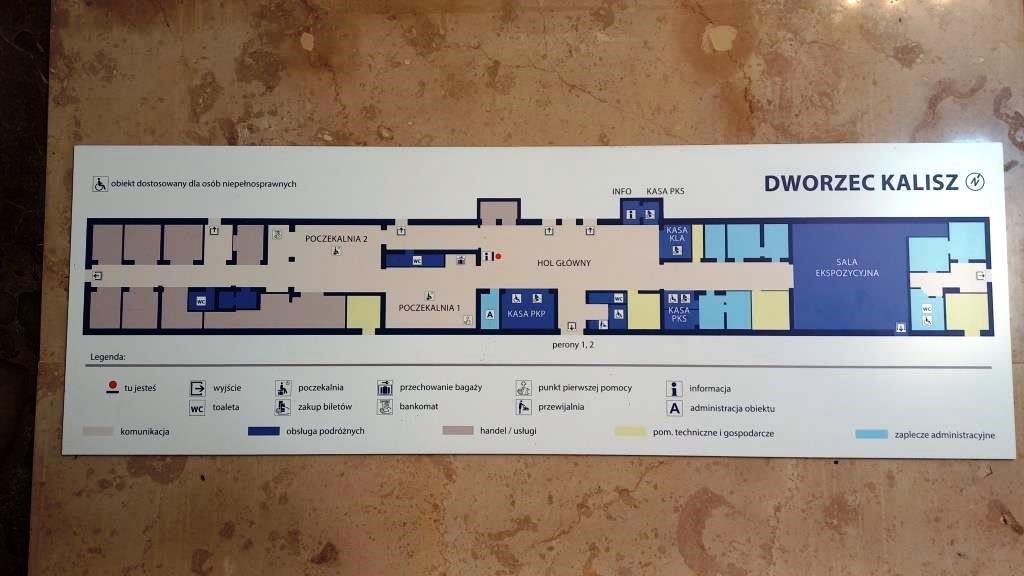
Plan sytuacyjny dworca PKP Kalisz.

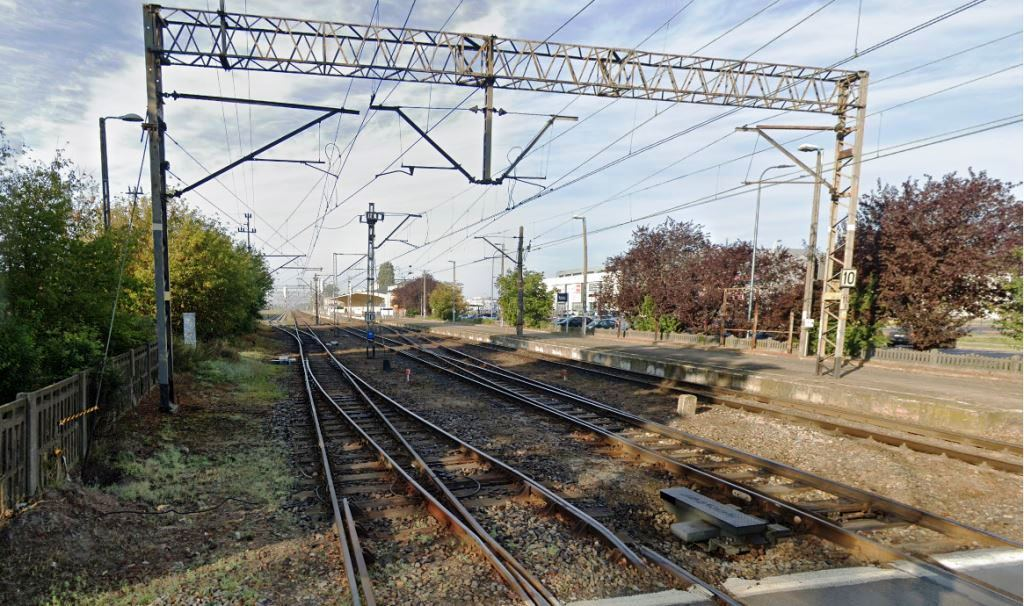
Widok części peronowej dworca od strony ul. Dworcowej.

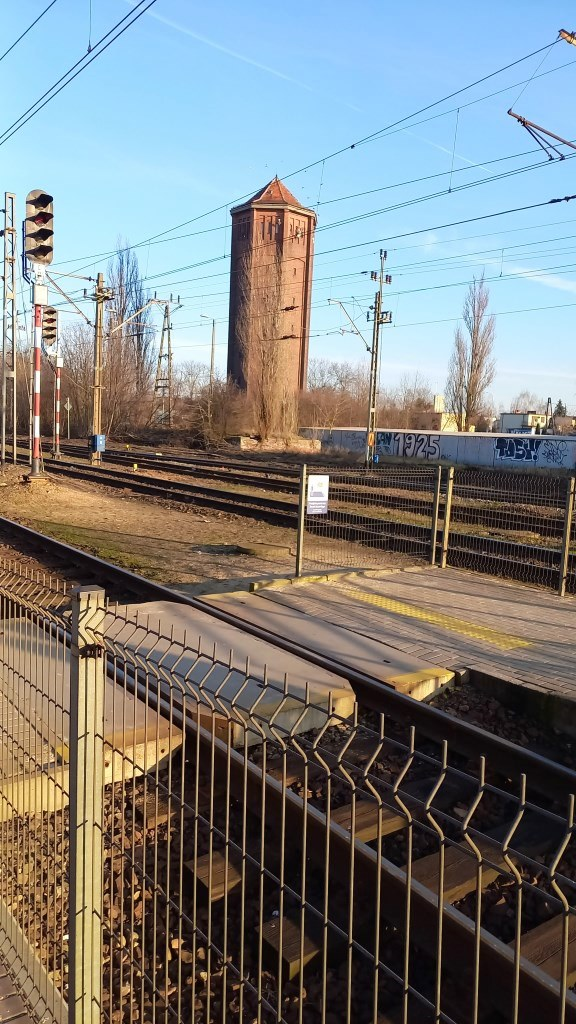
Dawna wieża wodna w okolicy dworca PKP w Kaliszu.

Kalisz – stacja kolejowa w Kaliszu, w województwie wielkopolskim, w Polsce, zaprojektowana przez Czesława Domaniewskiego. Według klasyfikacji PKP ma kategorię dworca wojewódzkiego.

## Ruch pasażerski

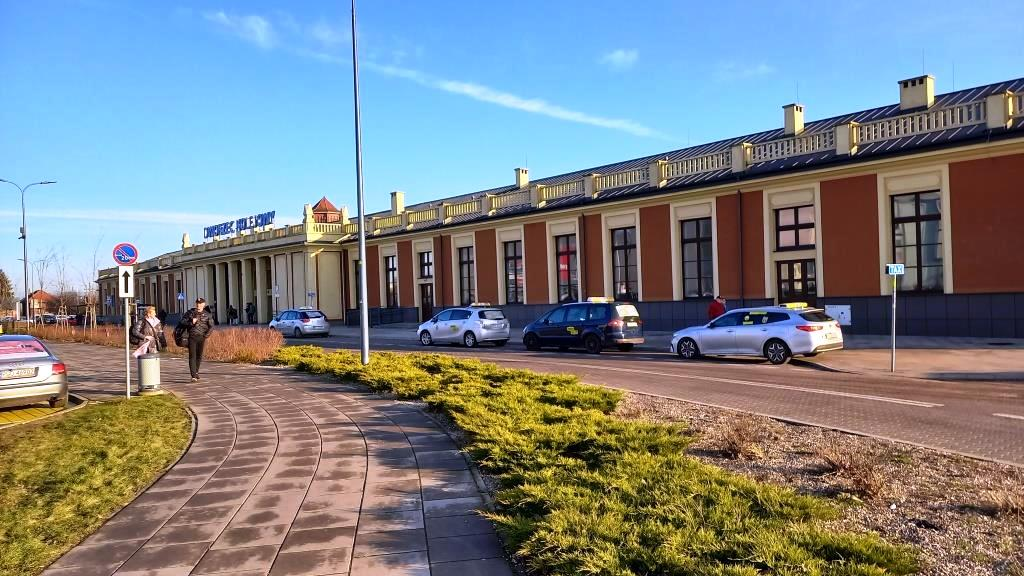
Widok dworca od strony ul. Podmiejskiej i galerii handlowej.

| Rok  | Wymiana pasażerska na dobę | Miejsce w Polsce |
| ---- | -------------------------- | ---------------- |
| 2017 | 1200                       | bd.              |
| 2018 | 1500                       | bd.              |
| 2019 | 1500                       | 241.             |
| 2020 | 700-999                    | 264.             |
| 2021 | 1100                       | 235.             |
| 2022 | 1700                       | 221.             |
| 2023 | 1800                       | 221.             |
| 2024 | 2100                       | 209.             |

## Historia
Pierwszy tymczasowy budynek dworca powstał w 1902 roku w czasie budowy szerokotorowej Kolei Warszawsko-Kaliskiej, łączącej Warszawę (Kaliską) z Łowiczem, Łodzią (Kaliską), Sieradzem i Kaliszem. W 1905 roku powstał docelowy dworzec kolejowy zaprojektowany przez Czesława Domaniewskiego. Dziewiczy kurs pociągu z Kalisza do Warszawy wyruszył 15 listopada 1902 roku. Następnego dnia zebrani na stacji mogli podziwiać wjazd składu powrotnego. Pociągi w tym czasie pokonywały odcinek Kalisz – Warszawa – Kalisz ze średnią prędkością 25 km/h.
W 1906 r. dworzec kolejowy w Kaliszu został połączony z systemem kolei pruskich transgranicznym odcinkiem normalnotorowym Kalisz – Nowe Skalmierzyce. Początkowo ze stacji odjeżdżały pociągi do Warszawy, później (po wybudowaniu toru o standardowej szerokości Ostrów Wielkopolski – Nowe Skalmierzyce – Kalisz) – do Wrocławia i Poznania. Z Kalisza odjeżdżały również liczne pociągi m.in. do Moskwy, Baku, Pragi, Frankfurtu nad Menem, Drezna, Paryża, Ostendy, Calais.
Kolej Kaliska została upaństwowiona przez rząd carski w 1912 r. Od 1914 r. linia była normalnotorowa (1435 mm), a od 1916 r. w znacznej części dwutorowa.
Budynek dworca z 1905 roku przetrwał jedynie do początku I Wojny Światowej – uległ znacznym zniszczeniom przez cofające się wojska rosyjskie. Stacja ponownie została uruchomiona do użytku jeszcze podczas okupacji niemieckiej, a w dniu 11 listopada 1918 r. została zajęta przez Polaków. Pół roku później, 27 maja 1919 r. na kaliskim dworcu Józef Piłsudski spotkał się z gen. Józefem Dowbor Muśnickim i gen. Józefem Hallerem, a efektem tych rozmów było utworzenie Wojska Polskiego pod dowództwem przyszłego Marszałka Polski. W 1922 roku, po wybudowaniu linii kolejowej Kutno – Strzałkowo, która skróciła przejazd z Warszawy do Poznania, znaczenie dworca w Kaliszu jako węzła komunikacyjnego zmalało.
W 1933 roku wyremontowano i przebudowano budynek, gdzie zmieniono układ pomieszczeń. Kolejna duża inwestycja z nim związana miała miejsce w latach 1952-1955. Przeprowadzono wtedy generalny remont wraz z wymianą dachu. Dzisiejszy wygląd dworca kolejowego jest efektem przeprowadzonej w latach 2012-2015 gruntownej modernizacji. 
W 1956 opracowano plany przebudowy węzła kolejowego w Kaliszu, przewidujące przeniesienie dworca pasażerskiego w okolice dzisiejszej dzielnicy Chmielnik, towarowego zaś pomiędzy Winiary i Opatówek. Oprócz tego projekt zakładał budowę linii kolejowej do Pleszewa, a w ramach planu pięcioletniego z lat 1956–1960 budowę linii do Inowrocławia przez Konin oraz do Częstochowy przez Wieluń. Jednakże już w maju 1956 roku Ministerstwo Kolei zadecydowało o odstąpieniu od realizacji projektu informując, że budowa nowych linii kolejowych w okolicach Kalisza nie jest przewidziana.
Jeszcze pod koniec XX wieku z Kalisza można było dojechać za granicę. Ostatnim kursującym pociągiem międzynarodowym była „Bohemia” (Warszawa Wsch. - Wrocław Gł. - Pardubice hl. n. - Praha hl. n.). Od początku XXI w. przez stację PKP Kalisz kursują pociągi PKP Intercity (IC), Polregio, Kolei Wielkopolskich oraz Łódzkiej Kolei Aglomeracyjnej. Wg letniego rozkładu jazdy z 2025 roku z Kalisza bezpośrednim pociągiem można dojechać do takich stacji jak np. Białystok, Ełk, Kraków Główny, Leszno, Lublin Główny, Łódź Kaliska, Łódź Fabryczna, Ostrów Wlkp., Poznań Główny, Sieradz, Szczecin Główny, Szklarska Poręba, Świnoujście, Warszawa Centralna, Wrocław Główny, Zakopane.
W maju 2013 firma Sento System Serwis rozpoczęła remont dworca na zlecenie PKP, jednakże ze względu na opóźnienia PKP zdecydowało się w maju 2014 zerwać umowę. W listopadzie PKP podpisało umowę z nowym wykonawcą. Remont zakończył się w listopadzie 2015 i objął m.in. dostosowanie obiektu do potrzeb osób niepełnosprawnych, renowację elewacji oraz zabytkowych elementów wnętrz, wymianę drzwi, okien, instalacji i poszycia dachu. Odnowiono również najbliższe otoczenie dworca. 27 listopada odbyło się oficjalne otwarcie.

## Powiązania komunikacyjne
Na ul. Dworcowej przed budynkiem dworca funkcjonuje Centrum Przesiadkowe, z którego można odjechać m.in. autobusami KLA linii 5, 7 i 20, a w niewielkiej odległości od stacji znajduje się dworzec PKS, z którego odjeżdżają autobusy do pod kaliskich miejscowości.